# Aequorea africana
Aequorea africana is een hydroïdpoliep uit de familie Aequoreidae. De poliep komt uit het geslacht Aequorea. Aequorea africana werd in 1966 voor het eerst wetenschappelijk beschreven door Millard. 